# Safia Chamia
Safia Chamia (arabe : صفية الشامية), de son vrai nom Cherifa Chamia, née le 3 janvier 1932 au Liban et morte le 17 décembre 2004 à Tunis, est une chanteuse et actrice tunisienne.

## Biographie

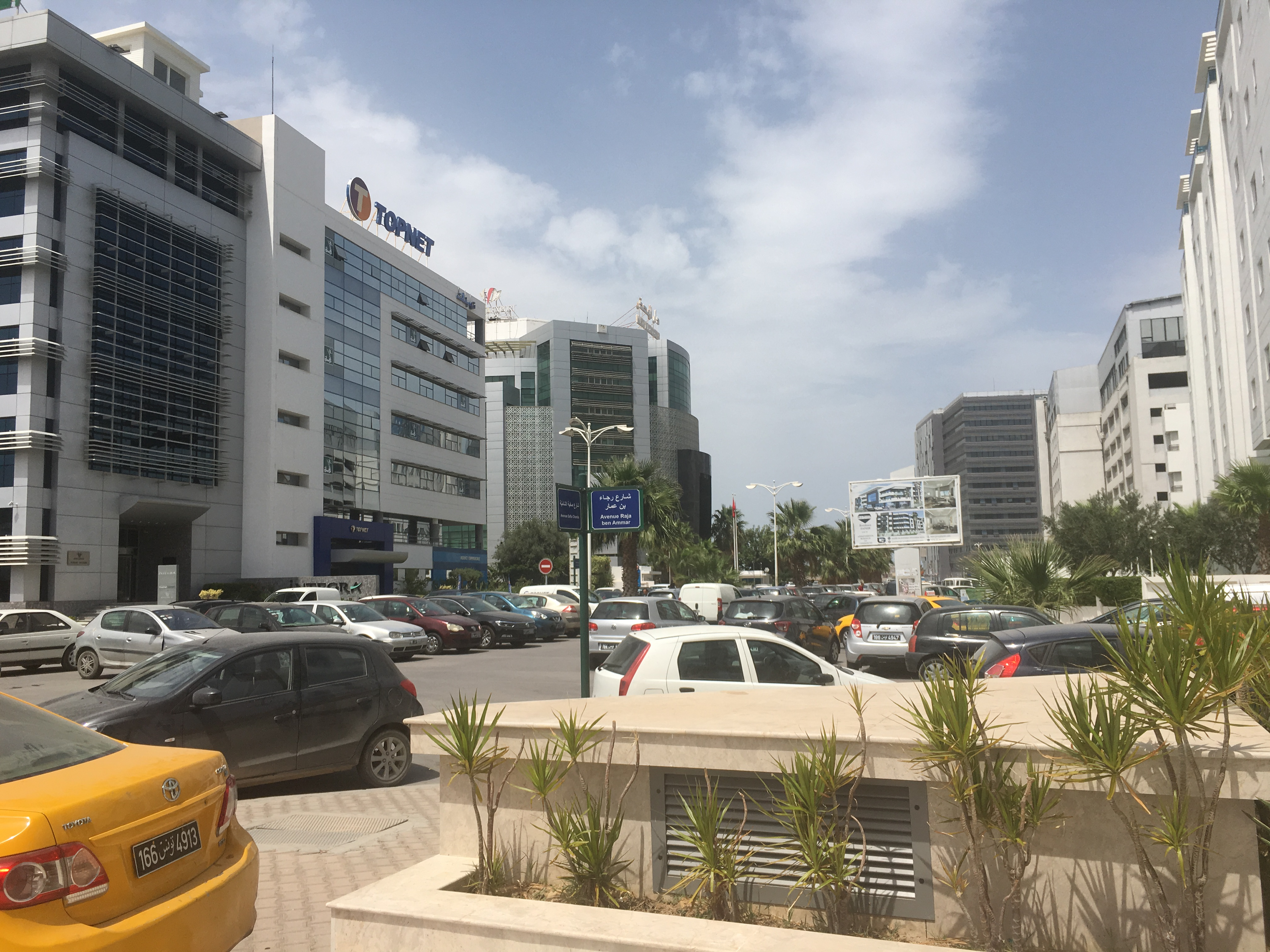
Avenue Safia-Chamia dans le Centre urbain nord (Tunis).

Née d'un père algérien et d'une mère turque, Chamia est découverte par l'artiste Abderrahman El Khatib qui l'entend chanter à l'occasion de l'anniversaire de sa sœur aînée au Liban. Il lui compose sa première chanson intitulée Haouel ya ghanem haouel. Prise en main par Halim Erroumi, elle arrive à Tunis en 1946 et sa voisine, qui l'entend souvent chanter, la présente à Mustapha Bouchoucha, chef du service musical de Radio Tunis, qui lui propose de prendre le pseudonyme de Safia, du nom d'une célèbre chanteuse turque,.
Surnommée Lohloubet El Masrah, elle passe de la troupe d'Ali Riahi à celle dirigée par Kaddour Srarfi puis à celle fondée par son mari, Ahmed Sabbahi, violoniste de la troupe de Riahi. C'est lui qui lui compose ses premiers tubes dont Sigarou, Kalouli asmar ou Bétalifoun touadna. Elle passe plusieurs années à Paris où elle fait la connaissance de Mohamed Jamoussi qui lui écrit et compose des chansons dont Mahla kadek, qu'il chante avec elle en duo, et une opérette, Fatma wa Hamada, qui connaît un grand succès.
Elle monte également sur les planches du théâtre dans la troupe Al Kawkeb ettamthili après que Mohamed Lahbib, écrivain et homme de théâtre, lui ait proposé de s'associer à la troupe théâtrale dont il était le directeur artistique. Elle joue alors dans Mejnoun Leïla et dans Antar wa Abla.
Décédée le 17 décembre 2004, elle est inhumée le 18 décembre au cimetière Sidi Yahia à Tunis.